# Narodowy Uniwersytet Singapuru
Narodowy Uniwersytet Singapuru (NUS) (ang. National University of Singapore; malajski Universiti Kebangsaan Singapura; chiń. 新加坡国立大学; pinyin Xīnjiāpō Guólì Dàxué; tamil. சிங்கப்பூர் தேசியப் பல்கலைக்கழகம் Ciṅkappūr Tēciyap Palkalaikkaḻakam) – najstarszy uniwersytet w Singapurze, a także największy tak pod względem liczby studentów jak i pod względem ilości kierunków studiów. Główny kampus uniwersytetu zajmuje powierzchnię ok. 1,5 km², wydział prawa mieści się w kampusie Bukit Timah, natomiast uniwersytecka podyplomowa uczelnia medyczna znajduje się w kampusie Outram.

## Struktura organizacyjna

### Szkoły
- Szkoła Biznesu Narodowego Uniwersytetu Singapuru (NUS Business School)
- Szkoła Informatyki NUS (NUS School of Computing)
- Szkoła Dizajnu i Urbanistyki (Design and Environment)
- Szkoła Medycyny im. Yong Loo Lin (Yong Loo Lin School of Medicine)
- Podyplomowa Szkoła Medyczna Duke-NUS (Duke-NUS Graduate Medical School- wynik kooperacji między Narodowym Uniwersytetem Singapuru a Uniwersytetem Duke’a (z Karoliny Północnej)
- Podyplomowa Szkoła Nauk Zintegrowanych i Inżynierii NUS (NUS Graduate School for Integrative Sciences and Engineering)
- Konserwatorium Muzyczne im. Yong Siew Toh (Yong Siew Toh Conservatory of Music) kooperacja między NUS a Peabody Institute

### Wydziały
- Wydział Sztuki i Nauk Społecznych (Faculty of Arts and Social Sciences)
- Wydział Stomatologii (Faculty of Dentistry)
- Wydział Inżynierii (Faculty of Engineering)
- Wydział Prawa (Faculty of Law)
- Wydział Nauki (Faculty of Science)

### Centra Nauczania
- Centrum Komunikacji Języka Angielskiego (Centre for English Language Communication)
- Instytut Komunikacji Naukowej (Institute of Systems Science)